# Fast food

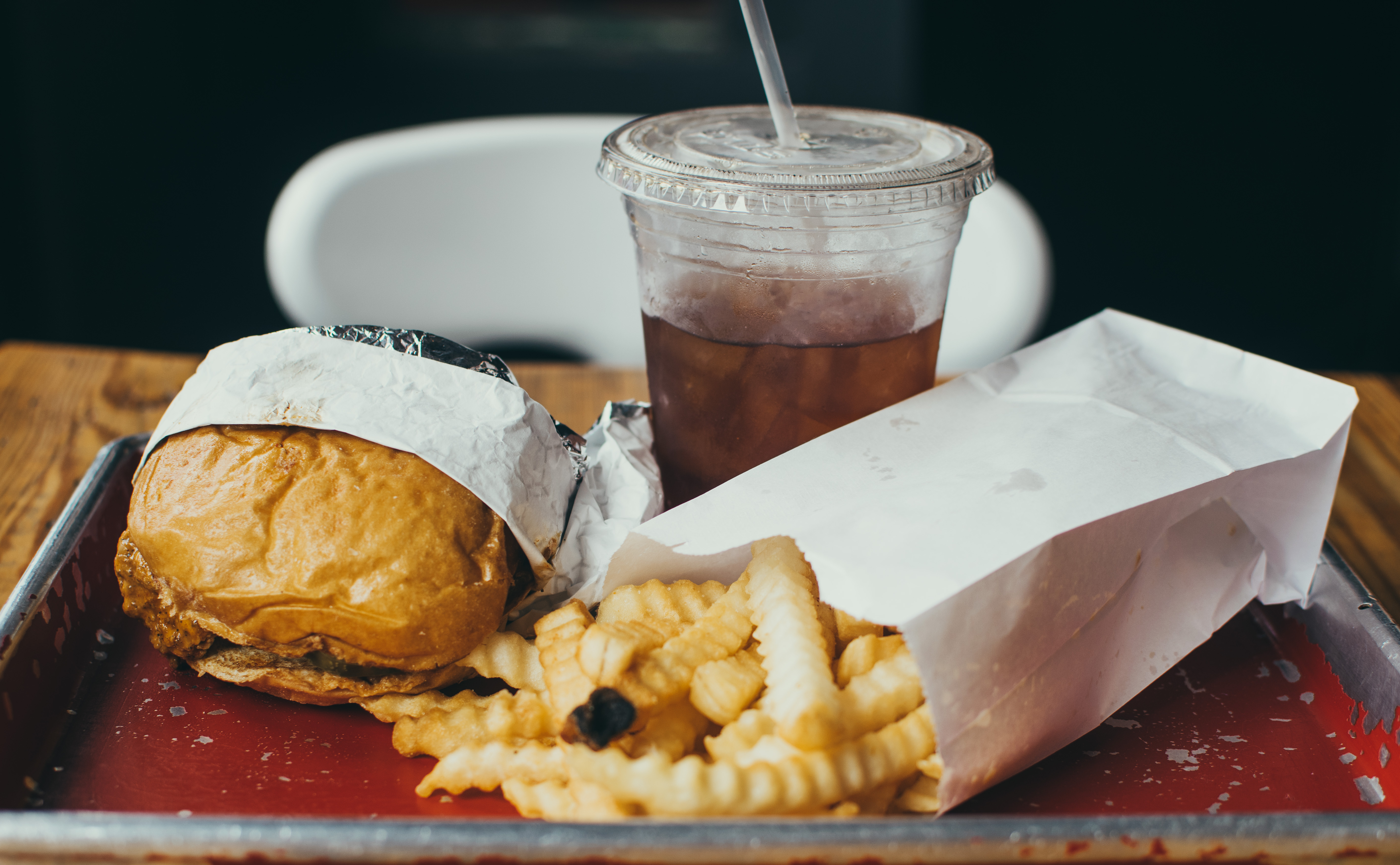
Hamburger con patate fritte e una bibita, un tipico menù da fast food.

Il fast food (espressione inglese di cibo veloce) è un tipo di cibo prodotto in serie progettato per la rivendita commerciale, con una forte priorità data alla velocità del servizio di ristorazione. È un termine commerciale, limitato al cibo venduto (in un ristorante o in un negozio) che viene congelato, preriscaldato o precotto e servito in confezioni da asporto. La forma più veloce di fast food consiste in piatti precotti che riducono i tempi di attesa a pochi secondi o minuti.
Il fast food è stato creato come strategia commerciale per accogliere un gran numero di pendolari indaffarati, viaggiatori e lavoratori salariati. Originato ancora dagli antichi romani (Thermopolium), si è poi evoluto e diffuso in tutto il mondo.
Nel 2018, l'industria del fast food è valsa circa 570 miliardi di dollari a livello mondiale.

## Caratteristiche

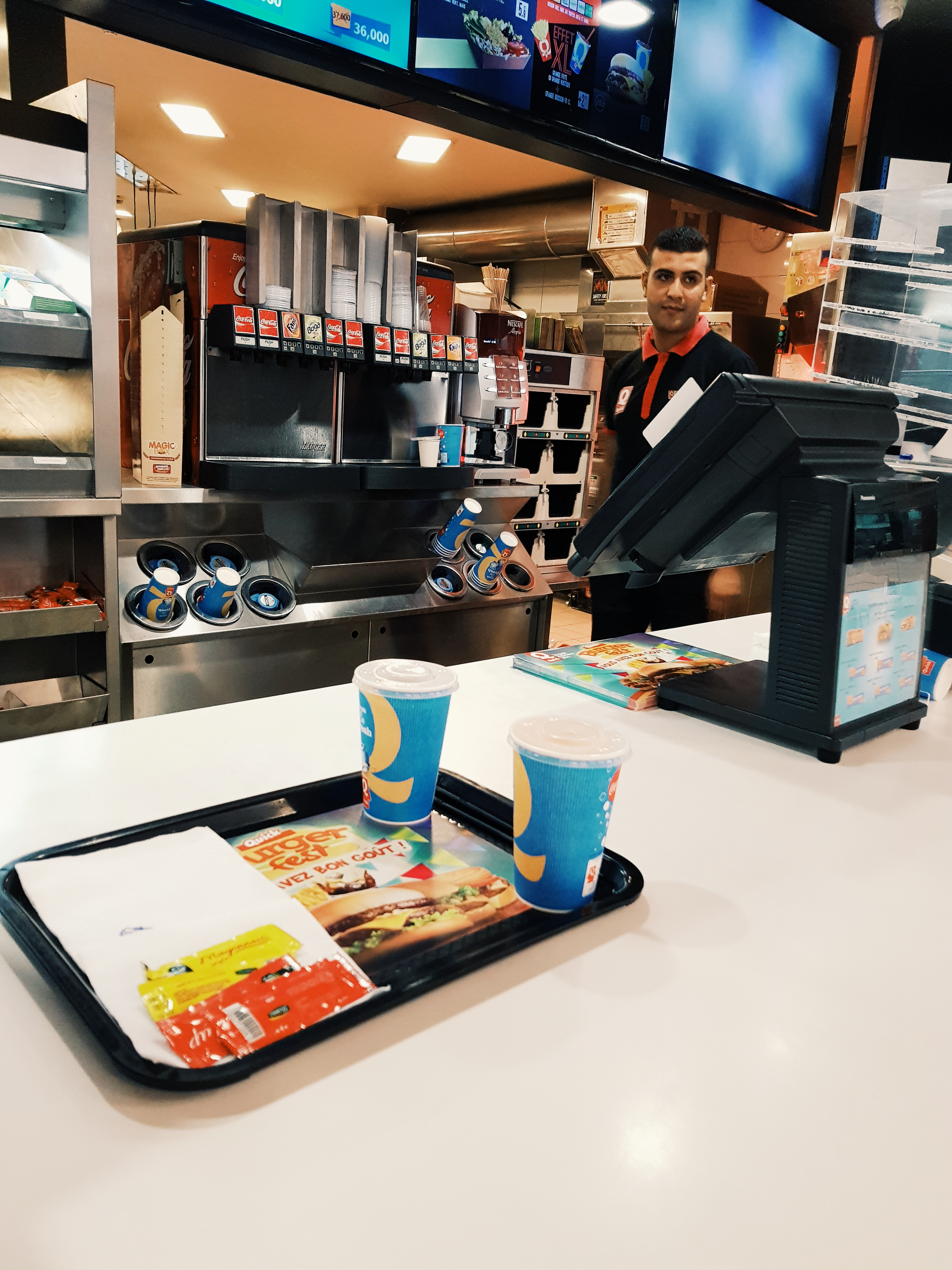
Bancone di un punto-vendita Quick in Tunisia

Si possono incontrare anche fast food ambulanti ovvero cibo di strada, che forniscono cibi rapidi economici e standardizzati. Il pasto veloce offerto con un sistema di ristorazione industriale a partire dagli anni ottanta ha registrato una vasta diffusione a livello mondiale. Il primo ristorante di fish and chips fu aperto nel 1860 in Inghilterra.
Questa cucina è costituita principalmente da hamburger, hot dog, cotolette, patate fritte e sandwich ma anche da altri cibi derivati da cucine etniche come la cipolla fritta, il kebab e la pizza e suggerisce l'uso massiccio di diverse salse come senape, maionese e ketchup.
Il fast food è in genere caratterizzato da un costo relativamente modesto, dall'uniformità del servizio offerto e dall'ampia diffusione dei punti vendita.
Il modello alimentare proposto dai fast food coinvolge prevalentemente fasce più giovani ma anche una quota crescente di adulti per motivi essenzialmente legati ai ritmi lavorativi ed economici. Il fast food è spesso considerato sinonimo di cattiva alimentazione, sia perché costituito da pasti consumati in fretta, anche a piedi o in auto, sia per la ridotta varietà degli ingredienti e per l'abbondanza di elementi fritti, grassi, salati e zuccheri.
I cibi solitamente classificati come fast food, ad esempio burger, patate fritte e pollo fritto, sono caratterizzati da un elevato contenuto di grassi o zuccheri raffinati o da un basso contenuto di fibre; perciò, specialmente se consumati frequentemente o in porzioni abbondanti, aumentano il rischio di obesità, che aumenta il rischio di cancro. Elevati consumi di fast food sono predittori di elevati livelli di colesterolo, importante fattore di rischio per infarto, ictus e malattie dell'apparato circolatorio.

Molti dei cibi proposti nei fast food, ed in particolare gli hamburger e le patate fritte, contengono elevate quantità di acidi grassi trans, i quali sono associati all'incremento del rischio di malattie cardiovascolari, alla riduzione della concentrazione di colesterolo HDL (il cosiddetto colesterolo buono) a favore invece delle lipoproteine a bassa densità, all'aumento dei trigliceridi, al disturbo dell'equilibrio delle prostaglandine e al promuovere insulino-resistenza, aumentando quindi il rischio di diabete. Nel tentativo di dare risposta a questi squilibri nutrizionali, i gestori di alcune delle più note catene propongono nei propri menù anche piatti con minore apporto calorico come insalate e macedonie. È stato dimostrato che il consumo di cibi fritti prima della gravidanza aumenta il rischio di diabete. Tuttavia, Il consumo sporadico di fast food durante la gravidanza può essere ritenuto sicuro se fatto in modo moderato e come parte di un'alimentazione equilibrata e nutriente.

Average caloric composition of fast food burgers in the USA - 2022

## Catene di fast food

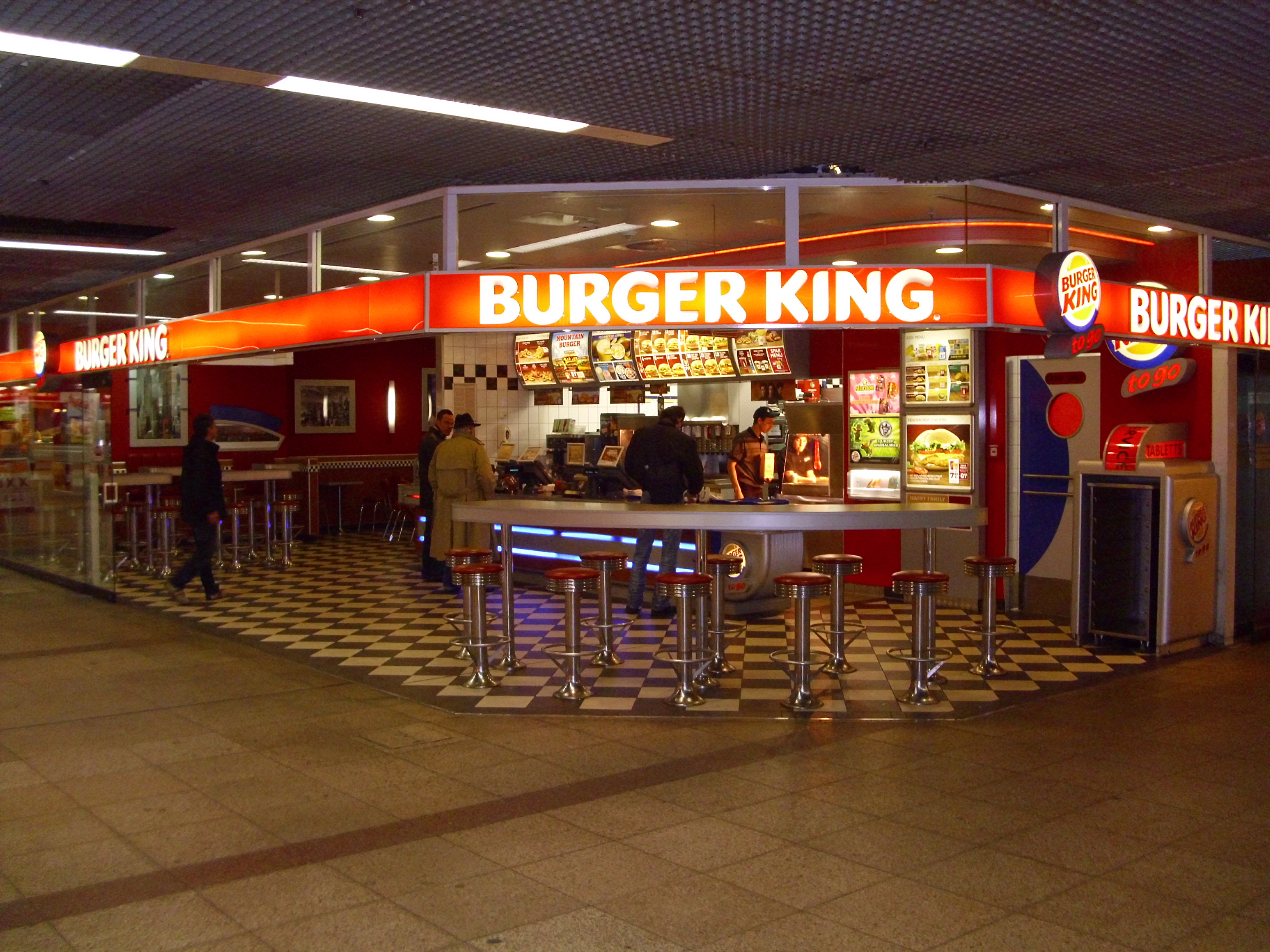
Burger King (stazione di Francoforte)

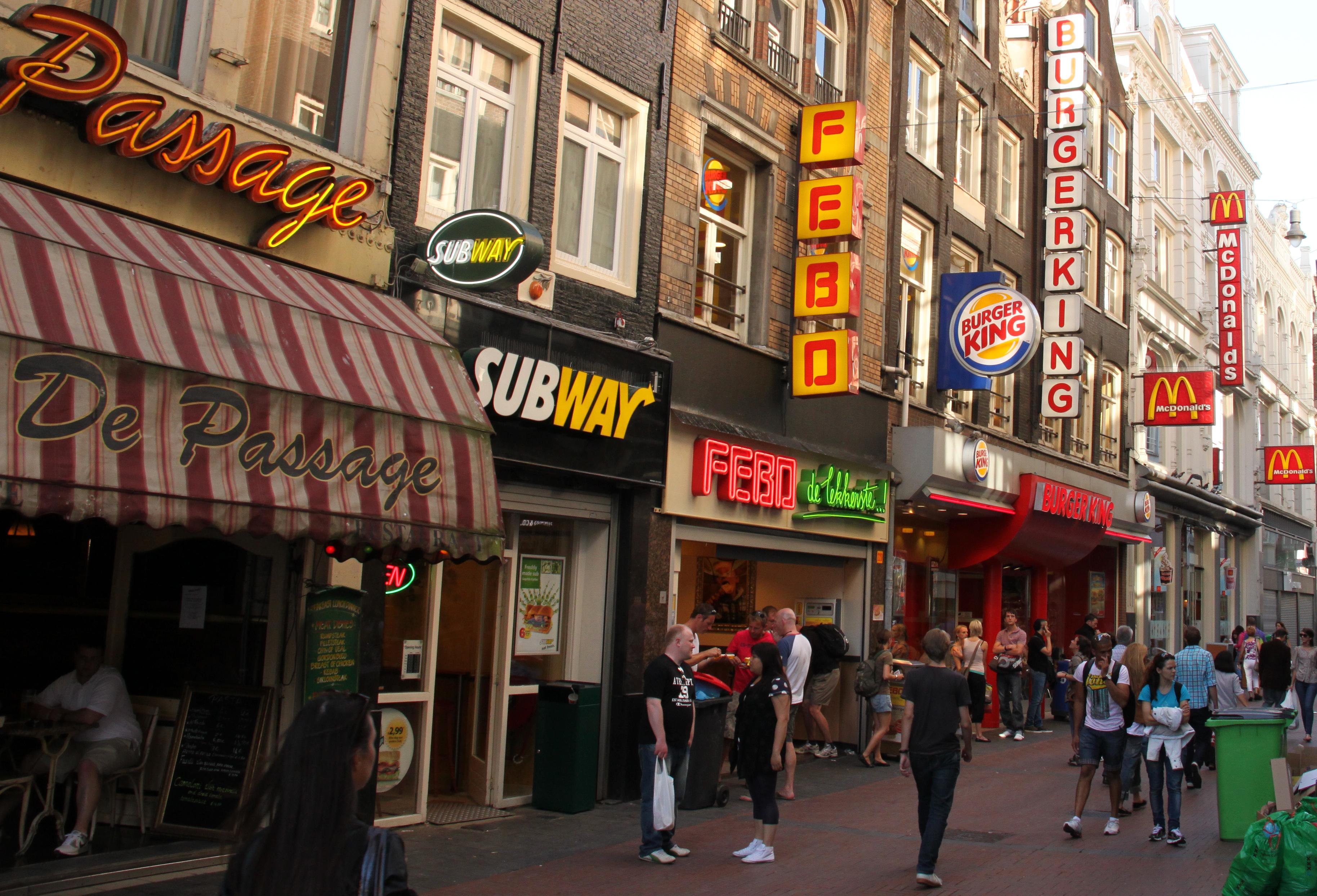
Concorrenza tra diverse catene in una via di Amsterdam

Tra le molte catene di fast food, spesso a diffusione sovranazionale, possono essere citate a titolo di esempio: McDonald's, Burger King, Kentucky Fried Chicken, Quick, Old Wild West, Taco bell, Wendy's, Pizza Hut, In-N-Out Burger, Fuddruckers, Subway, Five Guys, Jollibee, Big Boy Restaurants e Hans im Glück.

## Filmografia
- Italian Fast Food (1986) di Lodovico Gasparini
- Super Size Me (2004) di Morgan Spurlock
- Fast Food Nation (2006) di Richard Linklater
- Focaccia blues (2009) di Nico Cirasola